# 3944 Halliday
3944 Halliday је астероид главног астероидног појаса чија средња удаљеност од Сунца износи 2,368 астрономских јединица (АЈ).
Апсолутна магнитуда астероида је 13,1.